# Автобан A2 (Австрія)
Автобан A2 (нім. Süd Autobahn «Південна автомагістраль») — автомагістраль (автобан) в Австрії. Завершений у 1999 році, він пролягає від околиць Відня на південь через міста Грац і Клагенфурт до кордону з Італією в Арнольдштайні, де з’єднується з автострадою A23. При загальній довжині 377,3 км, A2 є найдовшою автострадою Австрії.

## Історія

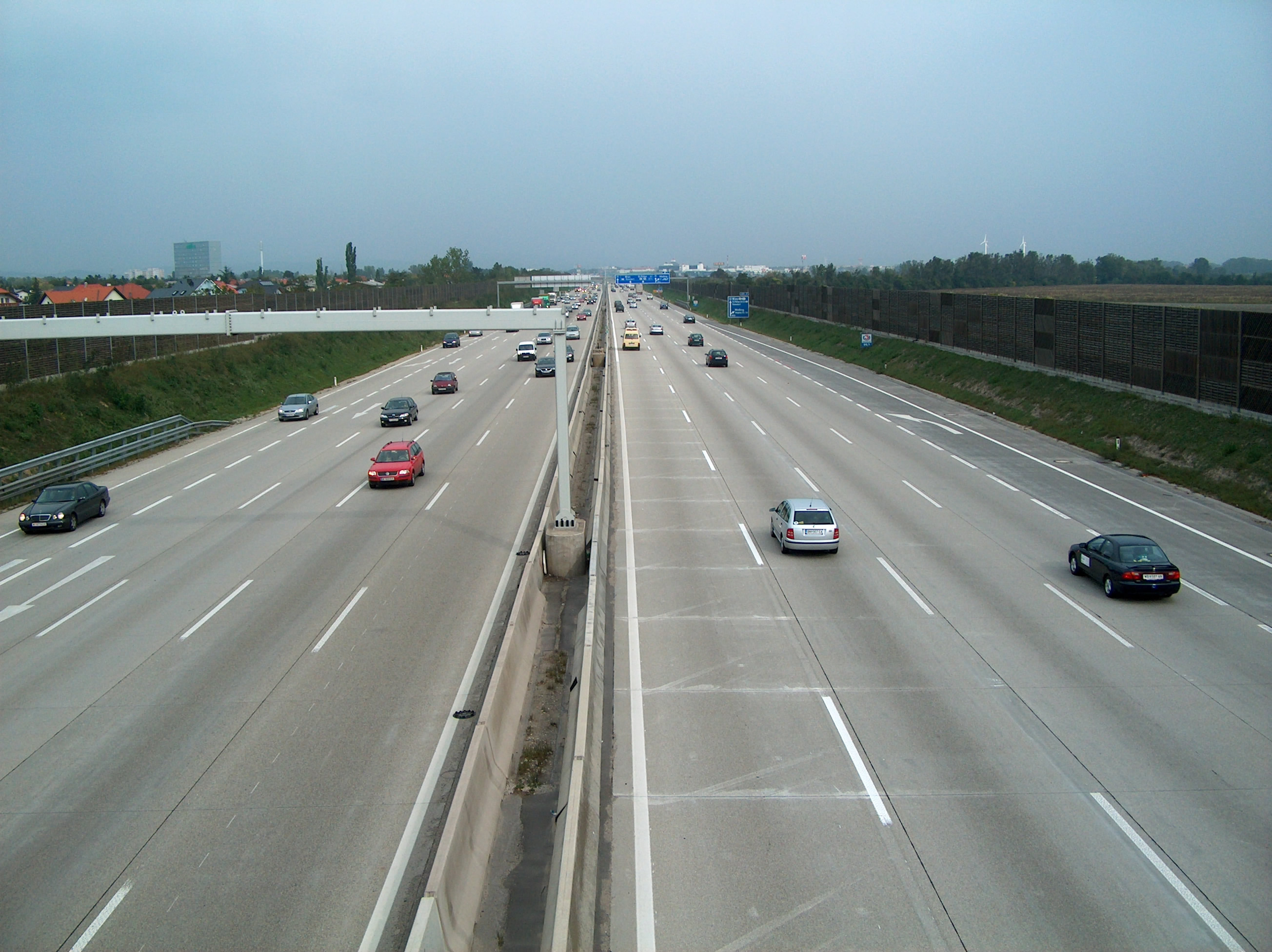
A2 між Вінер-Нойдорф і Медлінг

Плани A2 виникли з так званої системи Reichsautobahn, закладеної після аншлюсу Австрії нацистською Німеччиною в 1938 році. Однак будівництво так і не розпочалося до початку Другої світової війни, яка припинила всі проєкти будівництва доріг.

З першим розрізом лопати 6 травня 1959 року було урочисто розпочато дорожні роботи на першій ділянці між Фезендорфом на південь від Відня та Леоберсдорфом, сегмент було відкрито для руху 26 травня 1962 року. До 1975 року автомагістраль була завершена до Зеебенштайна в Нижній Австрії, зокрема з трьома лініями в кожному напрямку. Перша ділянка в Штирії між Глейсдорфом і Раабою була відкрита вже в 1969 році, а потім ділянка між Перчахом і Філлахом (тоді називалася Вертерзее Автобан) у Каринтії в 1970 році. Маршрут було завершено 25 листопада 1999 року з урочистим відкриттям останнього сегмента від Фелькермаркта до Клагенфурта.